# Oedipina stenopodia
Oedipina stenopodia là một loài kỳ giông trong họ Plethodontidae.
Nó là loài đặc hữu của Guatemala.
Các môi trường sống tự nhiên của chúng là các khu rừng vùng núi ẩm nhiệt đới hoặc cận nhiệt đới, các đồn điền, và vườn nông thôn.